# Hérold Goulon
Hérold Goulon (Parijs, 12 juni 1988) is een Franse voetballer (middenvelder) die sinds 2010 voor de Engelse eersteklasser Blackburn Rovers uitkomt. Voordien speelde hij voor Middlesbrough FC, waar hij nooit de basis haalde, en Le Mans UC.
Goulon speelde sinds 2009 drie wedstrijden voor de Franse U-21.

## Erelijst
Zawisza Bydgoszcz
- Pools bekerwinnaar (1)

2013/14